# Titularbistum Augusta
Augusta ist ein Titularbistum der römisch-katholischen Kirche.
Es geht zurück auf einen untergegangenen Bischofssitz in der antiken Stadt Toprakkale, die in der römischen Provinz Cilicia (Südosten Kleinasiens) lag. Der Bischofssitz war der Kirchenprovinz Tarsos zugeordnet.
| Titularbischöfe von Augusta |                                             |                                             |                   |                   |
| Nr.                         | Name                                        | Amt                                         | von               | bis               |
| 1                           | Ernesto Angiulli                            | Weihbischof in Neapel (Italien)             | 21. Mai 1894      | 12. Mai 1918      |
| 2                           | Joaquim Rafael Maria d’Assunçâo Pitinho OFM | Prälat von Maputo (Portugiesisch-Ostafrika) | 16. Dezember 1920 | 15. November 1935 |
| 3                           | Antonio Rocca                               | Weihbischof in Buenos Aires (Argentinien)   | 27. Juni 1936     | 12. Mai 1979      |